# Milad Beigi
Milad Beigi Harchegani, né le 1er mars 1991 à Ispahan en Iran, est un taekwondoïste naturalisé azerbaïdjanais.

## Biographie
Il a obtenu la médaille de bronze lors des Jeux olympiques d'été de 2016 dans la catégorie des moins de 80 kg. Il est médaillé d'or aux Jeux européens de 2015,Championnats d'Europe de taekwondo 2016 et aux Championnats du monde 2019 à Manchester.

## Palmarès

### Jeux olympiques
- 2016 à  Rio de Janeiro
  -  Médaille de bronze en 80 kg (détails).

### Championnats du monde
- 2017 à  Muju
  -  Médaille d'or en 80 kg.
- 2019 à  Manchester
  -  Médaille d'or en 80 kg.

### Championnats d'Europe
- 2016 à  Montreux
  -  Médaille d'or en 80 kg.
- 2018 à  Kazan
  -  Médaille de bronze en 80 kg.
- 2021 à  Sofia
  -  Médaille d'argent en 80 kg.

### Jeux européens
- 2015 à  Bakou
  -  Médaille d'or en 80 kg.